# Волжско-Камский языковой союз
Волжско-Камский языковой союз представляет собой группу языков, принадлежащих к разным языковым семьям, алтайской и уральской, но обнаруживающих сходство на всех уровнях языковой структуры. Языки распространены в Волжско-Камском регионе с центром в марийско-чувашской зоне.
Из современных языков в языковой союз входят:
- марийский, удмуртский, мокшанский, эрзянский, коми (уральская семья);
- чувашский (ранее булгарский), татарский, башкирский (тюркская семья).

Кроме того, в I тыс. н. э. в языковой союз входил прапермский язык, до второй половины I тыс. н. э. входили венгерский и, возможно, аланский языки.
К формированию языкового союза привело политическое единство в рамках Волжской Булгарии, Золотой Орды и России, а также культурно-хозяйственные связи.